# Olesa de Bonesvalls (kommun)
Olesa de Bonesvalls är en kommun i Spanien.   Den ligger i provinsen Província de Barcelona och regionen Katalonien, i den östra delen av landet, 500 km öster om huvudstaden Madrid. Antalet invånare är 1 755. Arean är 31 kvadratkilometer. Olesa de Bonesvalls gränsar till Subirats, Vallirana, Begues och Avinyonet del Penedès. 
Terrängen i Olesa de Bonesvalls är kuperad åt nordost, men åt sydväst är den platt.